# Chignahuapan
Chignahuapan è una municipalità dello stato di Puebla, nel Messico centrale, il cui capoluogo è la località omonima.
Conta 57.909 abitanti (2010) e ha una estensione di 760,23 km². 	 	
Il significato del nome della località in lingua nahuatl è sentiero nell'ombelico della collina.